# Manuel Gerardo Corona
Manuel Gerardo Corona Venegas (Constanza, Baden-Wurtemberg, Alemania; 7 de enero de 1983) es un futbolista alemán, de ascendencia mexicana. Juega como guardameta en el Club Deportivo Irapuato, de la Liga de Ascenso de México.